# NGC 3208
NGC 3208 ist eine Balken-Spiralgalaxie vom Hubble-Typ SBc im Sternbild Wasserschlange. Sie ist schätzungsweise 125 Millionen Lichtjahre von der Milchstraße entfernt.
Das Objekt wurde im Jahre 1886 von Ormond Stone entdeckt.